# كلية التربية للعلوم الصرفة (جامعة ديالى)
أسست كلية التربية للعلوم الصرفة في تموز 2008 في محافظة بابل في العراق بعد شطر كلية التربية إلى كليتين هي كلية التربية الأصمعي وتضم الأقسام الإنسانية وكلية التربية الرازي وتضم الأقسام العلمية وهي (علوم الحياة ـ والحاسبات والكيمياء وقسم الرياضيات في كلية التربية المقداد الواقعة في المقدادية) والدراسة في الكلية صباحية ومسائية، فضلا عن فتح الدراسات العليا في قسم علوم الحياة بالاختصاصات النبات والحيوان والأحياء المجهرية، تم توحيد تسمية كليات التربية في الجامعات العراقية فأصبحت تسمى (كلية التربية للعلوم الصرفة).

## مهام كلية التربية للعلوم الصرفة
1. تنفيذ السياسة الدولة العلمية والتربوية.
2. توفير القوى البشرية ذات الكفاية العلمية العالية اللازمة للعمل في المجالات التربوية والصحية وفي التخصصات الصناعية النوعية المتصلة بها.
3. النهوض بالبحث التربوي والعلمي وتطويره.
4. تلبية حاجات المجتمع من الخدمات التربوية والعلمية.
5. تربية شخصية الطالب في جميع جوانبها تربية متكاملة متوازنة.
6. تنمية حب الطالب للعمل ليسهم في عملية التنمية الشاملة للمجتمع.
7. إعداد مدرسي مواد في الاختصاص(الكيمياء، احياء، حاسبات) لمراحل التعليم الثانوي والاعدادي.
8. إعداد الباحثين التربويين والعلمين ورفد مؤسسات الدولة بهم.
9. إعداد المتخصصين في بناء المناهج التربوية والتقنيات التربوية.
10. تنمية الوعي بالبحث العلمي وأهمية نتائجه على المستويات كافة.
11. إجراء البحوث العلمية في المجالات العلمية، وتطوير أساليبها، وتوظيف نتائجها في معالجة المشكلات الميدانية.
12. الإسهام في ناشط محو الأمية وتعليم الكبار والتعليم المستمر والتربية المستدامة.
13. الإسهام في تطوير المؤلفات الجامعية وترجمة ما يلزم للتعليم الجامعي والبحث العلمي وذلك في مجالات اختصاصات الكلية.
14. تنظيم دورات تدريبية وتأهيلية، وإقامة ندوات ومؤتمرات تربوية وعلمية والمشاركة الفعالة في النشاطات العلمية في هذا الإطار محلياً وعربياً ودولياً.
15. الاضطلاع بمسؤولية التطوير المهني لأعضاء الهيئة التدريسية في الجامعات.
16. إحكام التفاعل بين الكلية بأقسامها المختلفة وما في المجتمع من مؤسسات ومنظمات تتكامل مهامها وأهدافها مع مهام الكلية وأهدافها.

## رسالة كلية التربية للعلوم الصرفة
كلية التربية للعلوم الصرفة هي إحدى مؤسسات وزارة التعليم العالي والبحث العلمي، وهي إحدى كليات جامعة ديالى، وتعمل الكلية على تحقيق رسالة الجامعة التي تسعى جاهدة بكل قوة إلى تفعيل إمكانياتها وقدراتها وإثراء خبرات طلبتها معتمدة في ذلك على الخبرات العلمية والفكرية لأساتذتها ومستندة في ذلك لكافة المستحدثات والأساليب العلمية والتكنولوجية إلى جانب الرؤى الاجتماعية الفاعلة من أجل خدمة المجتمع وذلك بتكوين كوادر بشرية للعمل في المجال التربوي قادرة على حل المشكلات التي تعترض طريق مهنة التدريس وخلق القواعد التي تنظم وتسير المرافق العامة في الدولة والأخيرة تعمل على تقديم وتوفير الخدمات والحاجات للأفراد وصولا إلى إشباعها وتحقيق الصالح العام للمجتمع. وفي النهاية تعمل هذه الكوادر على دعم مسيرة التنمية والمشاركة في القضايا الوطنية بكل ما تملكه من قدرات بشرية وتقنية وخبرات مختلفة وذلك من خلال إسهامها في خدمة المجتمع وتنمية البيئة.

## رؤية كلية التربية للعلوم الصرفة
رؤية كلية التربية للعلوم الصرفة أن تكون رائدة على المستوى المحلي والإقليمي كإحدى كليات جامعة ديالى
وأن تكون لديها القدرة على تعظيم الاستفادة من الإمكانات المتاحة ومخرجاتها من الكفاءات العلمية المتخصصة ومن البحوث العلمية في تنمية المعرفة والقيم التربوية وذلك في ضوء التفاعل المتبادل مع المجتمع والتعاون مع الجامعات والهيئات العلمية المتخصصة.

## أهداف كلية التربية للعلوم الصرفة
1. إعداد منهجيات متطورة تعكس المستوى العالمى الذي ينبغى أن يدرسه الطالب في الكلية وذلك أسوة بالكليات التي تتمتع بسمعة علمية رفيعة في نفس التخصصات.
2. التطوير المستمر لمناهج البكالوريوس والماجستير والدكتورة في الكلية.
3. التركيز على البحث العلمى وإنشاء مراكز تميز بحثى في مختلف التخصصات الفرعية في الكلية.
4. السعى لإنشاء كراسى بحثية تستقطب الكفاءات المتميزة عالميا وتسهم في رفع كفاءة برامج التعليم العالى في الكلية.
5. تشجيع البحث والنشر العلمي والمراكز البحثية والاستشارية لخدمة المجتمع.
6. دمج ثقافة الجودة الشاملة والتحسين المستمر في العملية التعليمية والبحثية.
7. تدعيم التعليم المستمر.
8. دراسة البيئة التي توجد فيها الجامعة من حيث المكان والسكان والموقع والمناخ وخلافه، وذلك لعمل ربط دائم بين الكلية والبيئة المحيطة بها وصولا لعمل تزاوج بين الكلية والمجتمع المحيط بها وجعل الأولى في خدمة المجتمع.

## أقسام الكلية

### قسم علوم الحاسوب

#### رسالة قسم علوم الحاسبات كلية التربية للعلوم الصرفة
تقوم رسالة قسم على مواكبة المستجدات والتطورات المتسارعة في مجال العملية التعليمية ودفع عجلة التطوير لأداء أفضل بما يتناسب مع تطور تكنولوجيا المعلومات والاتصالات.

#### رؤية قسم علوم الحاسبات كلية التربية للعلوم الصرفة
يسعى القسم بإعداد مدرس الحاسب الآلي بكلية التربية خلال السنوات القادمة إلى تحقيق الجودة والتميز وتبؤ مكانة مرموقة على خريطة التعليم الجامعي بمجالاته المختلفة ( التعليم – البحث العلمي – خدمة المجتمع وتنمية البيئة ) والعمل على تخريج طلاب قادرين على المنافسة في سوق العمل، وذلك بتوفير بيئة متميزة للتعليم والتعلم والبحث العلمي

#### أهداف قسم علوم الحاسبات كلية التربية للعلوم الصرفة
1. إعداد وتحديث وتطوير البرامج التعليمية وأساليب التعلم وأدواته في كافة التخصصات الفرعية بالقسم والتي تتفق مع رسالة القسم
2. تحقيق مستوى متميز لأنشطة البحث العلمي التي يتم إجراؤها داخل القسم
3. رفع وتحسين المستوى المهني لجميع عناصر العملية التعليمية والبحثية والإدارية بالقسم
4. الارتقاء بكفاءة وفعالية الخدمات المجتمعية وذلك باستخدام التقويم الذاتي لتقويم مخرجات العملية التعليمية
5. تيسير اشتراك أعضاء هيئة التدريس بالقسم في المؤتمرات المحلية والإقليمية والدولية
6. زيادة قدرة الطلبة على الوصول للتكنولوجيا في كل نواحي الخبرة الأكاديمية
7. الاستجابة الفورية للفرص والتحديات الناتجة عن التكنولوجيا المتقدمة
8. تأهيل خريجي القسم بالمعلومات والمهارات المطلوبة للمراحل التعليمية العامة وحاجة سوق العمل إليهم
9. إكساب الخريجين الخبرة للاستفادة من تقنية وتطبيقات الحاسب الشخصي في مجالات متنوعة
10. سد حاجات مراكز الحاسب في المؤسسات التعليمية من الكوادر الاختصاصية
11. القدرة على استخدام التقنية الحديثة في الإدارة
12. استخدام تطبيقات وبرمجيات الحاسب للاستفادة منها في عملية التطوير
13. نشر الثقافة الحاسوبية بإقامة دورات في كافة مجالات التقنية لتنمية المهارات
14. التطوير الذاتي للأعضاء بما يتوافق مع المستجدات التقنية الحديثة
15. المساهمة في التنمية المستديمة باعتبار التعليم رافد مهم في ذلك

### قسم علوم الحياة

#### رسالة قسم علوم الحياة -كلية التربية للعلوم الصرفة
إعداد كوادر مؤهلة علمياً متمكنة من تأدية واجبهم الوظيفي في مسيرة التنمية والبناء من خلال العمل في مجالات كثيرة من قطاعات الدولة
ومؤسساتها العامة والخاصة ومن أبرزها: وزارة الصحة ومختبرات المستشفيات العامة والخاصة، وزارة الزراعة، الري، التربية، التعليم,
السيطرة النوعية وغيرها من مجالات سوق العمل.

#### رؤية قسم علوم الحياة - كلية التربية للعلوم الصرفة
تطوير مستوى التعليم على المستويين مرحلة البكالوريوس ومرحلة الدراسات العليا ومواكبة كل ما هو جديد وحديث للرقي بالعملية التعليمية
والتربوية.
إعداد وتأهيل مستويات القسم تربوياً وأكاديميا للعمل في مختلف مؤسسات الدولة والاستفادة منهم في كافة المجالات.
تغيير دور المدرس من ناقل وملقن إلى مخطط ومنمي للإبداع.

#### أهداف قسم علوم الحياة - كلية التربية للعلوم الصرفة
1. إعداد خريجين من شعب الأحياء المختلفة يتحملون مسؤولية القيام بالبحوث العملية المختلفة لحماية الثروة الحيوانية والنباتية والبيئة الطبيعية
2. تقديم برامج دراسية متطورة في مجالات العلوم الأساسية المختلفة قادرة على تزويد المجتمع بالكفاءات العلمية والكوادر المتخصصة المدربة على التقنيات العلمية الحديثة والمؤهلة للمنافسة في سوق العمل.
3. السعي إلى تدعيم دور المختبرات المتخصصة في الكلية بما يساعد على تقديم المعرفة التطبيقية اللازمة لطلبة الكلية والقيام بالبحوث والدراسات وانجاز المشاريع ذات الجدوى العلمية والعملية.
4. الاهتمام بالمختبرات وتطويرها وتزويدها بأحدث الأجهزة والتقنيات الحديثة لإكساب الخريجين معرفة وخبرة بالأجهزة الحديثة ومعرفة كيفية عملها.
5. تقديم الخدمة العلمية والتجريبية في مجال الحفاظ على البيئة وخدمة المجتمع.

### قسم علوم الكيمياء

#### رسالة قسم علوم الكيمياء-كلية التربية للعلوم الصرفة
تتمثل رسالة القسم في تيسير التعليم العالي والحرص على توصيله بجودة عالية مع إتقان العملية التدريبية، مما يؤدي إلى نمو في المعارف الشخصية والوفاء بمتطلبات العمل، كما إن القسم يطمح إلى تقديم درجات علمية مختلفة، وإلى تقديم برامج علمية غنية بالمعلومات والمهارات وتخريج طلبة لهم القدرة على العمل في مجالات صناعية مختلفة على سبيل المثال(تحاليل المياه- صناعة الدواء - صناعة الزجاج- صناعة السيراميك والأسمنت...الخ) كما يكون لديهم القدرة على التدريس وتوصيل المعلومة للطلبة وإكسابهم المهارات الحياتية اللازمة للنجاح.

#### رؤية قسم علوم الكيمياء كلية التربية للعلوم الصرفة
رؤية قسم الكيمياء هو نشر وتعليم الأسس والمبادئ العلمية للكيمياء وإتاحة الفرصة لطلبة القسم للتعرف على فروع العلم المختلفة (كيمياء عضوية، كيمياء حيوية، كيمياء غير عضوية، كيمياء فيزيائية، كيمياء تحليله، كيمياء صناعية).ومن أهداف القسم المستقبلية (رؤيته )أن يتم تطوير القسم وان يصل إلى كلية مستقلة ويكون كل فرع من هذه الفروع بمثابة قسم مستقل وسوف يحدث ذلك عندما يتم توافر وتواجد أعضاء هيئة التدريس القادرين على إنجاز هذا الطموح وكذلك توافر الخطط والمقررات التدريسية.

#### أهداف قسم علوم الكيمياء كلية التربية للعلوم الصرفة
1. إعداد كوادر بشرية على علم ودراية بعلوم الكيمياء كي يصبحوا قادرين على القيام بالواجب التدريسي
2. إتاحة الفرصة للطلبة المتميزين إلى تكملة دراساتهم العليا وذلك في خلال دراسة الماجستير والدكتوراه.
3. توفير الكتب والمراجع والأبحاث والدوريات لإتاحة الفرصة للطلبة لكي يكونوا على اطلاع على أحدث المعارف.
4. القيام بعمل دورات تدريبية للطلبة (دورات السلامة – دورات عن المختبرات)
5. إتاحة الفرصة لأساتذة قسم الكيمياء في المشاركة في المؤتمرات داخل وخارج العراق.
6. محاضرات علمية في الجمعيات الخيرية لنشر الثقافة العلمية بين أفراد المجتمع
7. عمل أبحاث وحل بعض المشكلات التي تطلب من القسم وتصب في خدمة المجتمع.
8. الاستفادة من كافة الإمكانات والتقنيات المتوفرة للمساهمة في تطوير وتحسين العمل الإداري والأكاديمي ضمن بيئة تربوية متميزة تتبنى الدراسة والتجريب والمساهمة في المحافظة على الجودة الشاملة في التعليم.